# Tribunal Regional Eleitoral de Minas Gerais
O Tribunal Regional Eleitoral de Minas Gerais (TRE-MG) é um órgão da Justiça Eleitoral, com sede em Belo Horizonte. O Tribunal tem competência para julgar, originariamente ou através de recursos, litígios de natureza eleitoral, no âmbito do Estado de Minas Gerais.
O Tribunal Regional Eleitoral de Minas Gerais possui a sua sede administrativa em Belo Horizonte, na Avenida Prudente de Morais, 100, bairro Cidade Jardim, onde são realizadas as sessões plenárias.
A Justiça Eleitoral mineira possui 351 zonas eleitorais, sendo 18 na Capital. O atendimento ao eleitor é feito nos cartórios. Belo Horizonte possui ainda a Central de Atendimento ao Eleitor, na Avenida do Contorno 7.038, bairro de Lourdes.

## Principais atribuições do TRE-MG
- Planejamento e coordenação do processo eleitoral em âmbito estadual e municipal;
- Julgamento de recursos interpostos das decisões dos Juízes e Juntas Eleitorais do Estado, bem como os processos originários e administrativos do próprio Tribunal;
- Registro de candidatos aos cargos de Governador, Senador, Deputado Estadual e Federal, assim como a análise das contas por eles prestadas ao fim das campanhas;
- Análise das prestações de contas anuais dos órgãos regionais dos partidos políticos;
- Elaboração de um calendário para veiculação regional da propaganda político-partidária;
- Anotação e cancelamento dos diretórios estaduais e municipais dos partidos políticos;
- Designação dos Juízes titulares das 351 Zonas Eleitorais do Estado de Minas Gerais;
- Gerenciamento do cadastro de eleitores mineiros.

## Origem[1]
Em 30 de junho de 1932, foi instalado o Tribunal Regional Eleitoral de Minas Gerais. Fruto de uma necessidade de moralizar um processo eleitoral com vícios e fraudes, a Justiça Eleitoral chegou a ensaiar alguns passos até ser extinta, em 1937, pela Ditadura Vargas, durante a implantação do Estado Novo.
A Justiça Eleitoral foi reinstalada em Minas Gerais em 14 de junho de 1945 e o Tribunal Regional Eleitoral de Minas Gerais teve como primeiro presidente após a reinstalação Leovigildo Leal da Paixão, que ocupou o cargo até 7 de fevereiro de 1948.
No decorrer dos anos registram-se conquistas, como o voto direto, o voto secreto e universal, o voto da mulher e a informatização do processo eleitoral. Minas Gerais teve um papel decisivo na história da informatização da Justiça Eleitoral brasileira. A urna eletrônica atual teve como modelo um protótipo apresentado pelo TRE mineiro, baseado em números e cores, que teve parte dos seus elementos incorporados ao modelo definitivo da urna eletrônica.
Em Minas, a primeira eleição utilizando a urna eletrônica ocorreu em 1996. Em 1998, 47,03% do total de eleitores do Estado utilizaram a urna eletrônica e, nas eleições do ano 2000, o processo de votação eletrônica atingiu 100% dos municípios brasileiros. No mesmo ano foi adotado o fone de ouvido para facilitar o voto dos deficientes visuais. Em 2001, foi iniciado em Minas o projeto para a implantação do sistema de título de eleitor online. A partir daí, o eleitor passou a levar o título praticamente na hora de solicitá-lo aos cartórios eleitorais.
Em 2008, o sistema biométrico que reconhece as impressões digitais dos eleitores começou a ser utilizado em alguns estados brasileiros. Em Minas, a votação com biometria se iniciou em 2010, nos municípios de Curvelo, Pará de Minas, Ponte Nova e São João Del Rei. Nas eleições 2012, cerca de 270 mil eleitores de 21 municípios mineiros utilizaram o sistema de identificação biométrica.

## Composição
O TRE-MG não tem quadro próprio de juízes sendo constituído de desembargadores e juízes provindos da justiça comum, da justiça federal, e por juristas indicados pelo Tribunal de Justiça do Estado de Minas Gerais (TJMG).
A corte é composta por sete juízes membros.
O seu Presidente e Vice-Presidente são eleitos dentre os dois membros desembargadores, oriundos do TJMG. O Corregedor do Tribunal é o Vice-Presidente, que acumula funções.
Também integram a Corte um Juiz federal, indicado pelo Tribunal Regional da Sexta Região, e dois juristas, nomeados pelo Presidente da República em lista tríplice elaborada pelo TJMG. Composição Atual:
- Presidente: Desembargador Geraldo Augusto de Almeida (07/02/2014 a 07/02/2016)
- Vice-Presidente: Desembargador Paulo Cézar Dias (27/06/2014 a 27/06/2016)
- Juiz de Direito: Maurício Pinto Ferreira (17/07/2014 a 17/07/2016)[carece de fontes?]
- Juiz de Direito: Paulo Rogério de Souza Abrantes (04/12/2014 a 04/12/2016)[carece de fontes?]
- Juíza Federal: Maria Edna Fagundes Veloso (12/09/2013 a 12/09/2015)
- Jurista: Wladimir Rodrigues Dias (23/01/2014 a 23/01/2016)
- Jurista: Virgílio de Almeida Barreto (24/02/2015 a 24/02/2017)[carece de fontes?]

## Missão e Valores

### Missão
Garantir a legitimidade do processo eleitoral.
Visão de futuro: Consolidar a credibilidade da Justiça Eleitoral, especialmente quanto à efetividade, transparência e segurança.

### Valores
- Transparência: Garantia do acesso às informações, ações e decisões institucionais.
- Inovação: Busca contínua pela melhoria dos processos e estímulo à capacidade criativa no oferecimento de soluções modernas às demandas sociais
- Ética: Atuação institucional voltada ao interesse público, com base nos princípios que norteiam a administração pública e os valores sociais
- Integração: Estímulo ao relacionamento sinérgico entre as unidades e clientes para otimizar resultados
- Responsabilidade: Atuação institucional consciente dos efeitos relacionados aos atos praticados voluntariamente
- Eficiência: Emprego criterioso e otimizado de recursos na busca pelos resultados institucionais
- Efetividade: Promoção contínua dos resultados institucionais planejados.